# Муаззез Эрсой
Муаззез Эрсой (псевдоним, имя при рождении Хатидже Йылдыз Левент, 9 августа 1958 года) — турецкая певица в жанре классической турецкой музыки. Государственный артист Турции (1998).

## Биография
Родилась 9 августа 1958 года в Стамбуле. Её отец Яшар работал таксистом. Вышла замуж в 1975 году, в возрасте 17 лет. Брак был недолгим и распался после того, как она родила своего первого сына. Она устроилась на работу в косметическую компанию. В 1990 году решила стать профессиональной певицей и взяла себе псевдоним Муаззез Эрсой. Её первый альбом под названием «Seven Olmaz ki» был выпущен через год. В 1995 году выпустила серию альбомов, названных «Nostalji».
Получила множество наград в Турции. Стала послом доброй воли ООН в 2006 году.